# Awake (filme)
Awake (prt: Acordado; bra: Awake - A Vida por um Fio) é um filme estadunidense de 2007 do gênero suspense, escrito e dirigido por Joby Harold. É estrelado por Hayden Christensen, Jessica Alba, Terrence Howard e Lena Olin.

## Enredo
Clay Beresford (Hayden Christensen) é um jovem e rico empresário que se apaixona por Sam (Jessica Alba), assistente pessoal de sua mãe, Lilith Beresford (Lena Olin), mas mantém essa relação em segredo, por medo da reação dela. Clay tem um problema no coração, necessitando de um transplante, e escolheu o Dr. Jack Harper (Terrence Howard) para fazê-lo, já que o médico já havia salvado sua vida e se tornado seu melhor amigo. Lilith tenta convencer o filho a permitir que seu amigo Dr. Neyer (Arliss Howard) faça a cirurgia, por considerá-lo mais competente.
Após uma pequena discussão com Sam, Clay decide contar tudo para Lilith, que não aceita a relação. Ainda assim, ele pede Sam em casamento e eles se casam na mesma noite em uma pequena cerimônia, já que tinham todos os documentos preparados. Mais tarde, quando os dois estão juntos no quarto, Clay recebe uma mensagem em seu pager informando haviam conseguido um coração para o transplante. Os dois vão para o hospital e Lilith aparece, insistindo que o Dr. Neyer faça a cirurgia, mas Clay não aceita.
Na sala de operação, descobre-se que o anestesista não havia comparecido, e seu substituto seria um médico chamado Larry. Durante a cirurgia, Clay sofre de um distúrbio raro, em que o paciente, apesar de anestesiado, continua acordado e consciente, porém paralisado. Para escapar da dor, Clay tem uma projeção da consciência. Ele acaba ouvindo uma conversa entre os médicos que farão a cirurgia e descobre que estão planejando matá-lo. Enquanto isso, Lilith espera ansiosamente pelo resultado da operação e Sam se aproveita desse momento para tentar ganhar o afeto dela. Logo depois, Sam diz para Lilith que irá perguntar se há alguma novidade e vai para a sala de operação, onde Clay descobre que ela é cúmplice do crime, já que encoraja Dr. Harper, que estava inseguro, a seguir o plano - há o desejo de que eles ganhem a herança de Clay para cobrir dívidas dos médicos. Eles colocam uma substância no coração, que faz com que o corpo de Clay o rejeite. O Dr. Harper dá a notícia a Lilith, que diz que ele falhou com seu filho. Depois Larry conta para ela que Clay ainda está vivo, mas que precisam desligar o aparelho que o mantém assim, já que o tipo de sangue dele, 0-, é raro e não poderiam encontrar um coração novo a tempo de salvá-lo.
Lilith vai para o refeitório do hospital e liga para o Dr. Neyer. Ela decide que a única maneira do filho viver é se ela morrer, já que eles tinham o mesmo tipo sanguíneo. Durante a ligação, ela acaba vendo algumas correspondências na bolsa de Sam e vê que estão com nome diferentes. Então tudo começa a fazer sentido para ela, lembrando de algumas pistas anteriores, Sam era enfermeira naquele hospital antes de se tornar sua assistente. Deliberadamente, ela toma várias pílulas e sofre uma overdose, depois de pedir para o médico ir ao hospital e salvar seu filho.
Clay, depois de descobrir todo o plano e perceber que não pode fazer nada para impedi-los, aceita seu destino e caminha para sua casa, aguardando a morte. O Dr. Neyer chega ao hospital e entra na sala de cirurgia com Lilith morta, dizendo para a equipe do Dr. Harper que a polícia está a caminho e que sabia que haviam injetado algo no coração. Dois deles fogem, mas Larry, que não sabia do plano, avisa à polícia onde eles foram e os dois são presos.
Em sua sala, o Dr. Harper diz que irá proteger Sam, mas ela nega, dizendo que não há nenhuma prova contra ela. Depois que ela sai, ele lhe revela, através da porta transparente, que tem como prova a seringa com que foi injetada a substância, que tinha suas impressões digitais. Ela tenta abrir a porta, mas ele já havia trancado e sentado, esperando a inevitável prisão e parecendo arrependido.
Embora o transplante tenha sido um sucesso, Clay se recusa a deixar o limbo, acreditando que não tem mais motivos para viver, após a morte de sua mãe e a traição da esposa. Ele encontra sua mãe e ela o faz lembrar de um momento da sua infância, quando ela matou seu pai para protegê-lo, convencendo-o que ele era um homem muito melhor do que seu pai havia sido. Assim, ele decide voltar.
Sam é mostrada sendo presa. Logo depois o Dr. Harper encerra a narração do filme dizendo "Ele está acordado", enquanto Clay abre os olhos.

## Elenco
| Ator                 | Personagem              |
| -------------------- | ----------------------- |
| Hayden Christensen   | Clay Beresford Jr.      |
| Jessica Alba         | Samantha "Sam" Lockwood |
| Lena Olin            | Lilith Beresford        |
| Terrence Howard      | Dr. Jack Harper         |
| Fisher Stevens       | Dr. Puttnam             |
| Arliss Howard        | Dr. Neyer               |
| Christopher McDonald | Dr. Larry Lupin         |
| Georgina Chapman     | Penny Carver            |
| Sam Robards          | Clay Beresford          |
| Steven Hinkle        | Jovem Clay              |